# Alcahest
Alcahest (アルカエスト) est un jeu vidéo de type action-RPG développé par HAL Laboratory et édité par Squaresoft le 17 décembre 1993 au Japon sur Super Famicom. Son système de jeu est similaire à la série The Legend of Zelda et au jeu Secret of Mana.

## Synopsis
Il y a bien longtemps, le Dieu de la Destruction, Alcahest, qui ravageait la Terre, fut sellé par un guerrier et quatre Esprits Gardiens. L'action se déroule dans le royaume de Panakeia. Le héros, Alen, doit de nouveau faire face aux forces du mal et cherche à réveiller les Esprits Gardiens afin de sauver le Monde encore une fois. Au cours de sa quête, Il est accompagné par Garsten (Garstein, un magicien), Elikshil (Erixil, une Princesse); Sirius (Silius, un chevalier); Magna, un cyborg, et Nevis (une amazone dragone),.